# Tim Carlos
Tim Carlos ist ein US-amerikanischer Computerspiel- und Filmkomponist.

## Leben
Carlos studierte von 2013 bis 2017 an der Butler University und erlangte seinen Bachelor of Music in Komposition. Anschließend fing er an der University of North Carolina School of the Arts seinen Master of Fine Arts-Lehrgang an, den er schließlich 2019 im Fach Kompositionen erlangte. Bereits ab dem Jahr 2018 übernahm er erste Filmkompositionen für verschiedene Kurzfilmproduktionen sowie für die Dokumentation Gimme a Faith. 2020 gewann er den Asian Game Audio Summit. Seit 2021 komponiert er die Filmmusik für Filmproduktionen des Filmstudios The Asylum. Erste kleinere Tätigkeiten in der Musikabteilung übernahm er 2021 in Triassic Hunt, 2021 – War of the Worlds: Invasion from Mars, Ape vs. Monster und Megaboa – 20 Meter, die fressen wollen. 2022 fungierte er als zuständiger Filmkomponist für die Filme Moon Crash und Alien Space Battle. 2023 folgte Doomsday Meteor.
Daneben schreibt Carlos Musik für Video- und Computerspiele.

## Filmkompositionen (Auswahl)
- 2018: Asylum Harbor (Kurzfilm)
- 2018: Mercury on Fifth (Kurzfilm)
- 2018: Sodium Vapor Nights (Kurzfilm)
- 2018: Curls (Kurzfilm)
- 2018: Gimme a Faith (Dokumentation)
- 2019: Drapes, The Clown (Kurzfilm)
- 2019: Tiffany (Kurzfilm)
- 2019: Painted Love (Kurzfilm)
- 2019: She Follows Close Behind (Kurzfilm)
- 2021: Triassic Hunt
- 2021: 2021 – War of the Worlds: Invasion from Mars (Alien Conquest)
- 2021: Ape vs. Monster
- 2021: Secrets on Sorority Row (Fernsehfilm)
- 2021: Aquarium of the Dead
- 2021: A Party Gone Wrong (Fernsehfilm)
- 2021: Rebels of WW II
- 2021: Dirty Little Deeds (Fernsehfilm)
- 2021: A Furry Little Christmas (Fernsehfilm)
- 2021: Megaboa – 20 Meter, die fressen wollen (Megaboa)
- 2021: A Jealous Friendship (Fernsehfilm)
- 2021–2022: Keeping Up with the Joneses  (Miniserie, 7 Episoden)
- 2022: Framed by My Sister (Fernsehfilm)
- 2022: Titanic 666
- 2022: 4 Horsemen: Apocalypse – Das Ende ist gekommen (4 Horsemen: Apocalypse)
- 2022: Revenge Best Served Chilled (Fernsehfilm)
- 2022: My Stolen Life (Fernsehfilm)
- 2022: Super Volcano (Fernsehfilm)
- 2022: Dognapped: Hound for the Holidays (Fernsehfilm)
- 2022: The Search for Secret Santa (Fernsehfilm)
- 2022: Crown Prince of Christmas (Fernsehfilm)
- 2022: A Belgian Chocolate Christmas
- 2022: Moon Crash
- 2022: Family Friends (Fernsehfilm)
- 2022: Alien Space Battle (Attack on Titan)
- 2022: Aisle Be Home for Christmas (Fernsehfilm)
- 2023: Spring Break Nightmare (Fernsehfilm)
- 2023: Butch Cassidy and the Wild Bunch
- 2023: Home, Not Alone (Fernsehfilm)
- 2023: If I Can’t Have You (Fernsehfilm)
- 2023: Assault on Hill 400
- 2023: Cheer, Drama, Murder (Fernsehfilm)
- 2023: Love at First Lie (Fernsehfilm)
- 2023: Transmorphers 2: Kriegsbestien-Mech (Transmorphers: Mech Beasts)
- 2023: The Abigail Mysteries
- 2023: Lust, Lies, and Polygamy (Fernsehfilm)
- 2023: A Roommate to Die For (Fernsehfilm)
- 2023: A Royal Christmas Holiday (Fernsehfilm)
- 2023: Doomsday Meteor
- 2024: Gladiators – Zurück in der Arena (Gladiators)
- 2024: The Twisters

## Kompositionen (Auswahl)
- 2023: Esperia ~ Uprising of the Scarlet Witch ~ (Computerspiel)
- 2023: The Veil of Time (Computerspiel)
- 2023: Everafter Falls (Computerspiel)